# 18th (Metro de Chicago)
18th es una estación en la línea Rosa del Metro de Chicago. La estación se encuentra localizada en 1710 West 18th Street en Chicago, Illinois. La estación 18th fue inaugurada el 28 de abril de 1896.  La Autoridad de Tránsito de Chicago es la encargada por el mantenimiento y administración de la estación.

## Descripción
La estación 18th cuenta con 2 plataformas laterales y 2 vías. 

## Conexiones
La estación es abastecida por las siguientes conexiones de autobuses: 
- Rutas del CTA Buses: #18 16th-18th